# Hyperämie

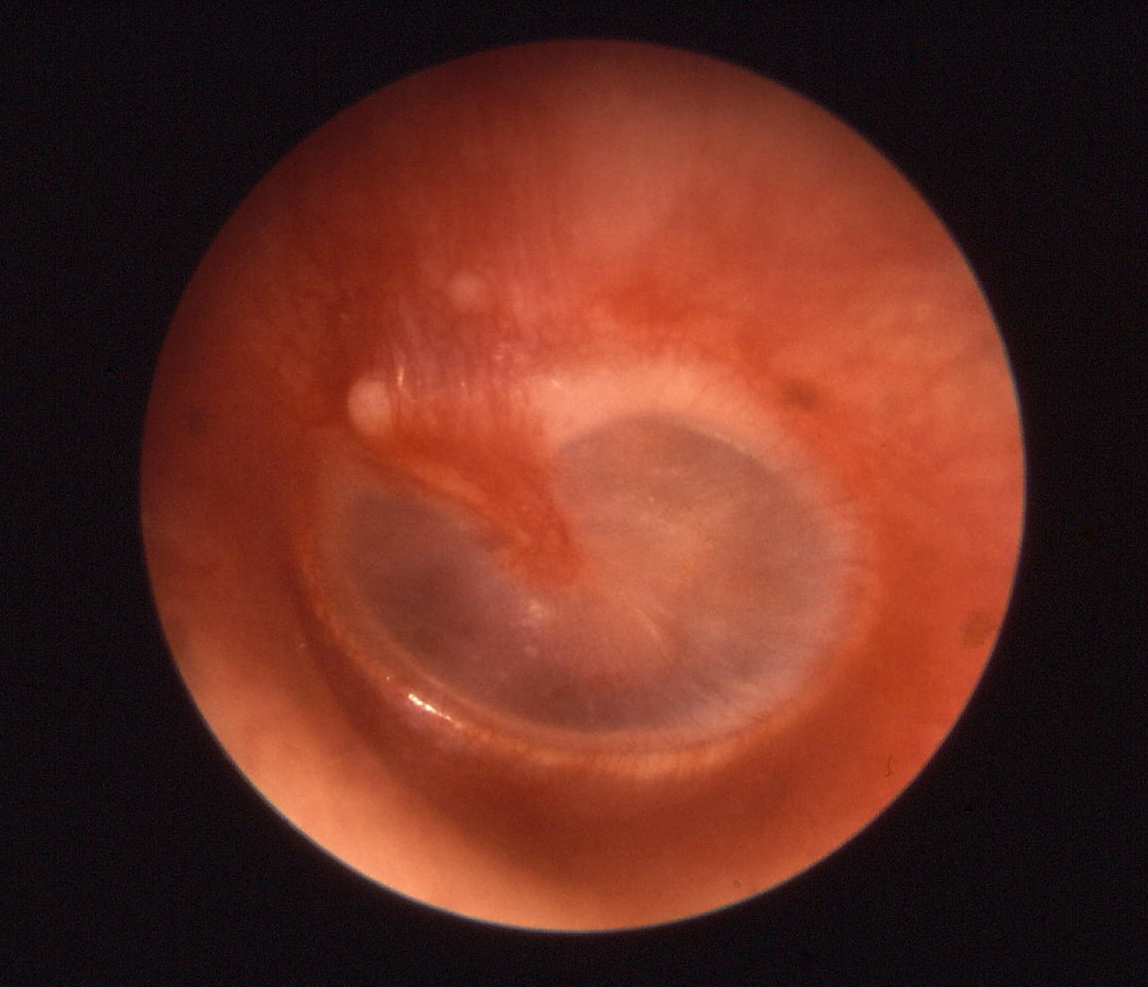
Hyperämie des Trommelfells bei akuter Mittelohrentzündung

Eine Hyperämie ist ein übermäßiges Blutangebot in einem Organ oder Gewebe, meistens bedingt durch Gefäßweitstellung. Eine Hyperämie ist das Gegenteil einer Ischämie.
Eine Hyperämie entsteht durch eine Reizung. Dies kann endogen als Entzündungsvorgang im Rahmen einer Infektion vorkommen oder bei Anomalien des Blutkreislaufs. Ein exogenes Auftreten ist durch körperfremde Reizstoffe möglich. In der Haut entsteht beispielsweise eine Hyperämie, nachdem eine durchblutungsfördernde Salbe aufgetragen wurde. Dies wird unter anderem zur Arterialisierung des Blutes bei der kapillären Blutgasanalyse angewandt.
Eine reaktive Hyperämie entsteht bei der Messung der maximalen Durchblutung, durch Stauung des Blutflusses mit einer Blutdruckmanschette und anschließende Verringerung des Manschettendruckes. Nach einem Kältereiz kann es zur reaktiven Hyperämie kommen. Im Rahmen des Morbus Raynaud kann es häufig zu einer schmerzhaften Hyperämie kommen.
In der Pathologie wird begrifflich zwischen aktiver und passiver Hyperämie differenziert. Eine aktive Hyperämie kann z. B. im Rahmen einer Entzündung durch Freisetzung vasoaktiver Substanzen (u. a. Histamin) auftreten oder aber neurogenen Ursprungs sein (Emotionen, Sport). Eine passive Hyperämie ist Folge einer Einschränkung des Blutabflusses aus einem Gewebe (venöse Blutstauung), z. B. im Rahmen einer Herzinsuffizienz (systemisch), einer Leberzirrhose (portal) oder einer Thrombose (lokal). Eine persistierende passive Hyperämie führt zur Ausbildung von Ödemen.
August Bier führte zwischen 1889 und 1903 die therapeutische Anwendung der Hyperämie (Hyperämietherapie) ein.

## Hyperämie in der Diagnostik
Für diagnostische Verfahren unterscheidet man die durch Pharmaka oder Hitze induzierte Hyperämie bzw. die reaktiven Hyperämie nach temporärer Okklusion einer Arterie (Ischämie).
Die reaktive Hyperämie ist ein Verfahren zur nichtinvasiven Beurteilung der peripheren mikrovaskulären Funktion. In ihrer einfachsten Form stellt die reaktive Hyperämie das Ausmaß der Reperfusion der Gliedmaßen nach einer kurzen, durch einen Arterienverschluss verursachten Ischämie dar. In den letzten zwei Jahrzehnten haben Forscher eine Vielzahl von Methoden zur Messung der reaktiven Hyperämie eingesetzt, darunter die Fließgeschwindigkeit in der Arteria brachialis mittels Doppler-Ultraschall, die Gewebe-Reperfusion mittels Nah-Infrarotspektroskopie, die Dehnung der Finger mittels Venenverschluss-Plethysmographie und die Tonometrie der peripheren Arterien.
Mehrere Mechanismen der Vasorelaxation vermitteln die reaktive Hyperämie. Hypoxie stimuliert die Gefäßerweiterung durch Mechanismen, an denen Prostacyklin (PGI2), Adenosin, Stickstoffmonoxid (NO) oder die K+-Kanal-vermittelte Hyperpolarisation beteiligt sind.
Die gestörte Mikrozirkulation gehört zu den Spätfolgen des Diabetes mellitus, so an der Netzhaut, der Niere oder der Haut. Lokale Erhitzung der Haut zur Erzeugung einer Hyperämie führt bei Diabetes zu einer Herabsetzung der Zirkulation  auf 78 % des mittleren Wertes von Gesunden, gemessen mit Laser-Doppler-Anemometrie. Das zeigte eine Auswertung vieler Studien (Metaanalyse).